# Niederrohrdorf
Niederrohrdorf (im lokalen Schweizerdeutsch: Niderroodlef [ˈnɪdərˌroːdləf]) ist eine Einwohnergemeinde im Schweizer Kanton Aargau. Sie gehört zum Bezirk Baden und liegt am Rande des Reusstals, zwischen dem Bezirkshauptort Baden und Bremgarten.

## Geographie

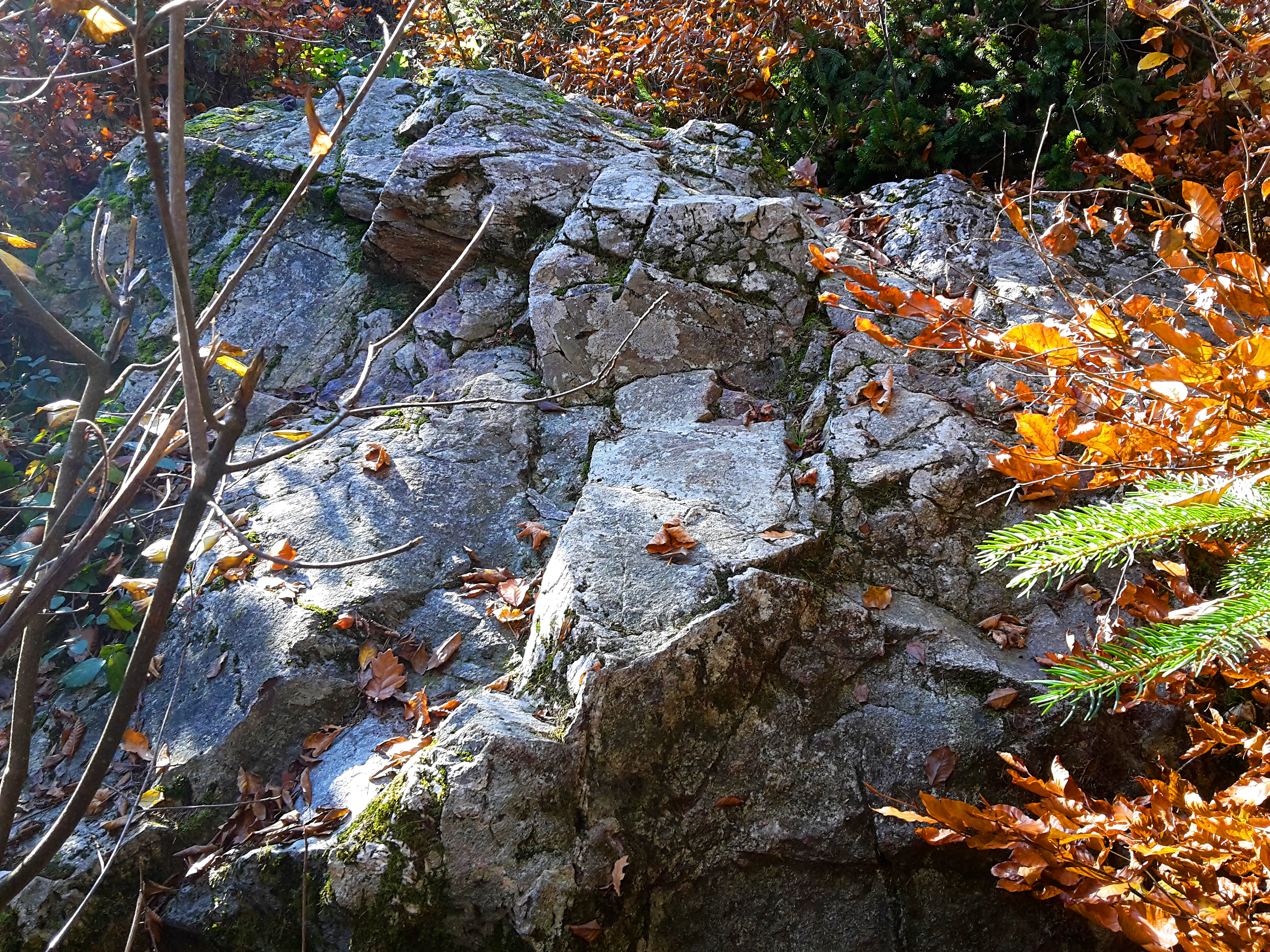
Findling im Taumoos

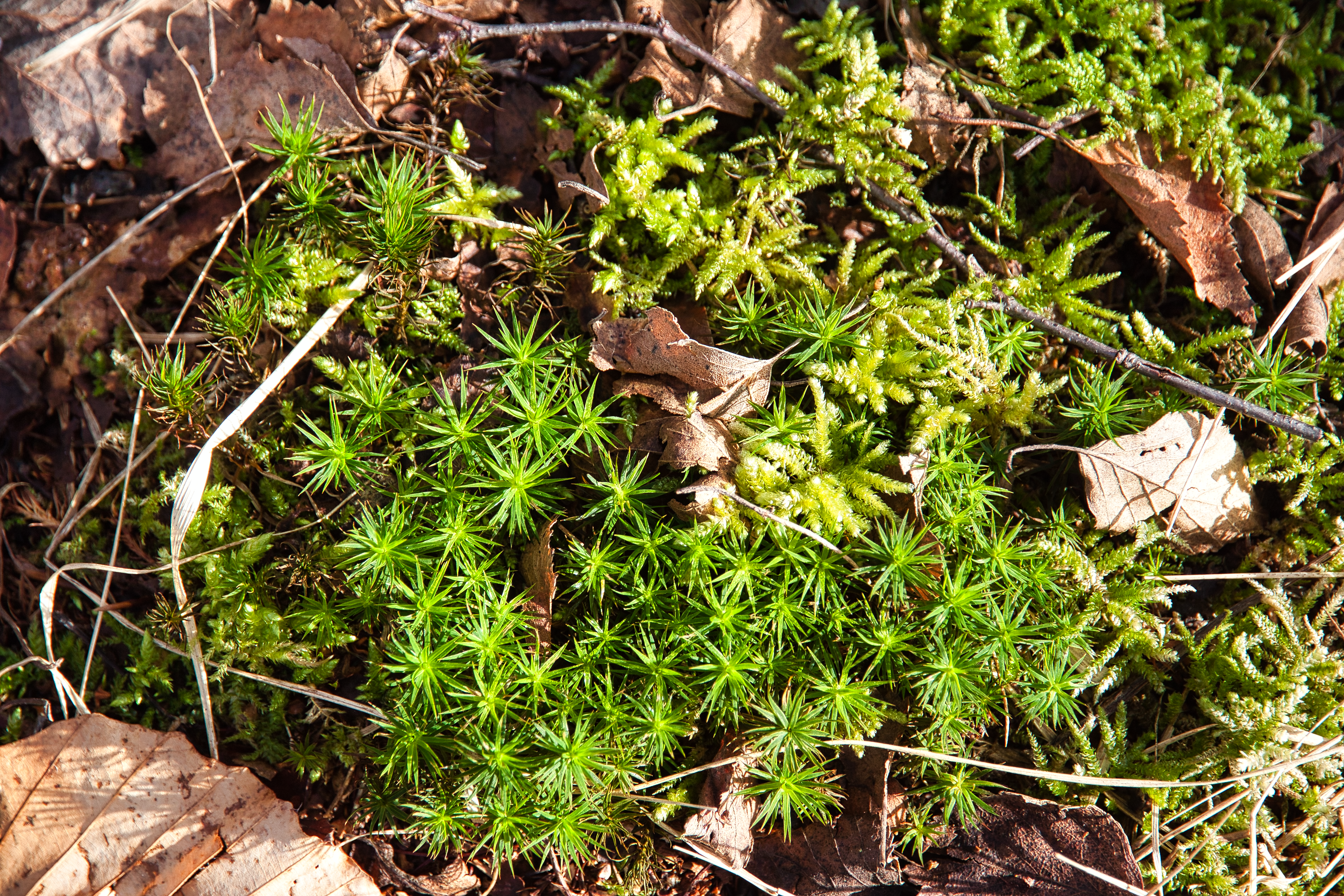
Torfmoos wächst nach oben und stirbt gleichzeitig nach unten ab: So entsteht Torf.

Niederrohrdorf liegt drei Kilometer von der Reuss entfernt am Fuss des südwestlich orientierten Hangs des Rohrdorferbergs. Diese 702 Meter hohe Erhebung bildet einen Teil der Heitersberg-Hügelkette, die das Reusstal vom weiter östlich gelegenen Limmattal trennt. Der Talboden, an dessen Rand sich das Dorfzentrum befindet, besteht aus Niederterrassenschotter, der während der Würm-Kaltzeit durch den Reussgletscher abgelagert wurde. Mehrere Seitenmoränen mit einem Höhenunterschied von bis zu 50 Metern durchziehen die Ebene. Von diesen ist der im Norden gelegene Hiltiberg am markantesten (die Gemeindegrenze verläuft an dessen Südfuss entlang). Darüber hinaus bestehen kleinere Aufschlüsse von mehrere Millionen Jahre altem Nagelfluhgestein. Die Räume zwischen den Moränen sind teilweise mit Schwemmlehm aufgefüllt, was zur Bildung mehrerer Feuchtgebiete führte.
Die Bebauung des Dorfes ist vollständig mit jener der höher gelegenen Nachbargemeinde Oberrohrdorf zusammengewachsen. Durch eine flache, bewaldete Moräne getrennt, liegt etwa anderthalb Kilometer südwestlich des Zentrums der Weiler Holzrüti. Etwa einen Kilometer südlich des Zentrums liegt der Weiler Vogelrüti, getrennt durch eine in die Ebene hineinragende Moräne. Diese beiden Ortsteile sind im Gegensatz zu Niederrohrdorf noch bäuerlich geprägt.
Die Fläche des Gemeindegebiets beträgt 333 Hektaren, davon sind 99 Hektaren mit Wald bedeckt und 93 Hektaren überbaut. Der höchste Punkt liegt auf 530 Metern im Gebiet Rotrisch, zwei Kilometer nördlich des Dorfzentrums, der tiefste auf 375 Metern bei Holzrüti. Nachbargemeinden sind Fislisbach im Norden, Oberrohrdorf im Osten, Remetschwil im Südosten, Stetten im Süden und Mellingen im Westen.
Zwischen Niederrohrdorf, Stetten und Mellingen liegt ein Waldgebiet mit verschiedenen Sumpfgebieten (Torfmoos, Taumoos und Egelmoos) die teilweise als Naturschutzgebiet deklariert sind. Das Taumoos ist ein Hochmoor, das im Bundesinventar der Hoch- und Übergangsmoore von nationaler Bedeutung verzeichnet ist. Seine Torfschicht ist bis zu 5 m dick. Das Egelmoos wird von der Organisation Pro Natura unterhalten.

## Geschichte
Archäologische Funde aus prähistorischer Zeit sind am Rohrdorferberg relativ selten, die ältesten reichen in die späte Jungsteinzeit zurück. Aus verschiedenen Funden in Nachbargemeinden kann jedoch geschlossen werden, dass die Gegend während der frühen Mittelsteinzeit vor etwa 11'500 Jahren besiedelt gewesen sein könnte. 1951 wurden am Fusse des Hiltibergs Überreste eines Grabes aus der Latènezeit entdeckt, vermutet wird in diesem Bereich ein Gräberfeld. Während der Römerzeit führte möglicherweise eine Strasse von Dättwil über den Südwesthang des Rohrdorferbergs bis nach Lunnern bei Obfelden. Gemäss der Ortsnamenskunde dürfte Niederrohrdorf zwischen dem 6. und 8. Jahrhundert von den Alamannen besiedelt worden sein, während Holzrüti und Vogelrüti auf Rodungen im 11. und 12. Jahrhundert zurückgehen.
Die erste urkundliche Erwähnung von Rordorf soll um 1040 im Liber Heremi des Klosters Einsiedeln erfolgt sein; dieses Dokument ist aber nur in einer Abschrift aus dem 15. Jahrhundert erhalten. Das älteste erhalten gebliebene Originaldokument mit der Nennung des Ortsnamens, ein von Papst Hadrian IV. ausgestellter Schirmbrief des Klosters Muri, ist auf den 11. März 1159 datiert. 1275 ist erstmals explizit von der Siedlung Nidern Rordorf die Rede. Der Ortsname stammt vom althochdeutschen Rorthorf und bedeutet «Schilfdorf».
Im 11. und frühen 12. Jahrhundert übten vermutlich die Freiherren von Sellenbüren die Herrschaft am Rohrdorferberg aus. Später gelangte das Gebiet unter die Kontrolle der Habsburger, die hier auch über ansehnlichen Eigenbesitz verfügten und nach 1259 von der Fürstabtei Murbach das Patronatsrecht der Kirche Rohrdorf übernahmen. Die Habsburger sicherten sich im Jahr 1273 nach dem Erlöschen des mit ihnen konkurrierenden Geschlechts der Grafen von Kyburg die Landesherrschaft. Ministeriale übernahmen in ihrem Auftrag Verwaltungsaufgaben, zunächst die Herren von Rüssegg, ab 1344 die Herren von Hünenberg. In der ersten Hälfte des 14. Jahrhunderts bildete sich das Amt Rohrdorf heraus, das mit dem Gebiet der Pfarrei weitgehend übereinstimmte. Bedeutende Grundbesitzer waren die Klöster Muri, Wettingen und Gnadenthal. 1413 verkaufte Herzog Friedrich IV. den Rohrdorfer Kirchensatz an das Agnesspital in Baden.
Im April und Mai 1415 eroberten die Eidgenossen den Aargau mit dem Amt Rohrdorf von den Habsburgern. Niederrohrdorf war nun Teil der Grafschaft Baden, einer gemeinen Herrschaft. Der alle zwei Jahre wechselnde, in Baden residierende eidgenössische Landvogt Schweiz übte die Landesherrschaft und die Blutgerichtsbarkeit aus. In Holzrüti und Vogelrüti war er zusätzlich im Besitz der niederen Gerichtsbarkeit, während in Oberrohrdorf das Kloster Gnadenthal diese Aufgabe innehatte. Die Offnung, die das Verhältnis zwischen Niedergerichtsherr und Dorfbevölkerung regelte, reicht bis 1462 zurück und ist in einer Abschrift von 1567 erhalten geblieben. Unter der Führung von Pfarrer Heinrich Buchmann, dem Bruder von Theodor Bibliander, trat die Pfarrei Rohrdorf im Jahr 1529 zur Reformation über. Zwei Jahre später, nachdem die reformierten Orte im Zweiten Kappelerkrieg unterlegen waren, musste die Bevölkerung wieder die katholische Konfession annehmen. Gegen Ende des Bauernkrieges von 1653 war der Rohrdorferberg Aufmarschgebiet der Zürcher Truppen auf dem Weg zur Entscheidungsschlacht bei Wohlenschwil. Während des Zweiten Villmergerkriegs von 1712 besetzten die katholischen Innerschweizer Orte am 12. Mai den Hügelzug zwischen Reuss- und Limmattal. Wiederholt kam es zu Raubzügen; unter anderem überfielen Bewohner des Rohrdorferbergs die Mühle von Spreitenbach. Rund 5'000 Zürcher rückten am 21. Mai über den Heitersberg gegen Mellingen vor, dabei wurde Niederrohrdorf von den Truppen schwer geplündert.
Die alte Herrschaftsordnung brach 1798 mit dem Franzoseneinfall und der Ausrufung der Helvetischen Republik zusammen. Gegen die neue revolutionäre Ordnung leisteten etliche Bewohner des Rohrdorferbergs Widerstand, den die französischen Truppen jedoch im Gefecht bei Hägglingen niederschlugen. Im neuen Einheitsstaat war Niederrohrdorf eine Munizipalität im Distrikt Baden des kurzlebigen Kantons Baden. Die Munizipalität umfasste neben den Weilern Holzrüti und Vogelrüti auch das Dorf Staretschwil. Mit der Mediationsverfassung von 1803 entstand der neue Kanton Aargau. Holzrüti forderte 1804 die Bildung einer eigenständigen Gemeinde, was die Kantonsregierung jedoch ablehnte. 1805 vereinigten sich Busslingen, Niederrohrdorf, Oberrohrdorf, Remetschwil und Staretschwil zur Gemeinde Rohrdorf, wobei die fünf Gemeindeteile je einen Vertreter im Gemeinderat stellten. Wie es zu diesem Zusammenschluss kam, ist unklar, da die Quellen den Ablauf nicht detailliert darstellen. Treibende Kräfte waren Bezirksamtmann Johann Ludwig Baldinger und Friedensrichter Johann Vogler, die vermutlich einige Entscheide selbstherrlich gefällt und sich über das demokratische Mitbestimmungsrecht hinweggesetzt hatten.

Niederrohrdorf und Staretschwil (rechts oben) auf einer Luftaufnahme von Walter Mittelholzer (1920)

Die Gemeinde Rohrdorf war strukturschwach. Das Leben war fast ausschliesslich auf die Landwirtschaft ausgerichtet, die wenigen Gewerbebetriebe dienten den lokalen Bedürfnissen. Ab 1807 wurde im Torfmoos bei Vogelrüti Torf abgebaut, um den Waldbestand zu schonen. Die Ablösung der Feudallasten zog sich über Jahrzehnte hin. Aufgrund von Armut und Hungersnöten kam es nach 1816 («Jahr ohne Sommer») und erneut in den 1840er Jahren zu Auswanderungswellen. Wiederholt gab es Bemühungen der zum Teil autonomen Dorfgemeinschaften, die Grossgemeinde wieder zu trennen, da die Zusammenarbeit in organisatorischen und finanziellen Belangen nicht reibungslos funktionierte. Entsprechende Gesuche lehnte die Kantonsregierung in den Jahren 1813, 1816, 1832, 1842, 1850 und 1853 ab. Sämtliche Gesuche gingen von Remetschwil aus, während Staretschwil und Busslingen diese meist nicht unterstützten. Schliesslich forderte der Grosse Rat die Regierung auf, die Trennung durchzuführen. 1854 wurde Rohrdorf in die drei Gemeinden Niederrohrdorf, Oberrohrdorf (mit Staretschwil) und Remetschwil getrennt.
Ab Mitte des 19. Jahrhunderts diversifiziere sich die Wirtschaft allmählich. Es begannen sich Gewerbebetriebe anzusiedeln, die über den rein lokalen Markt hinaus produzierten. Den Anfang machte 1849 die Metallwerkstatt von Castor Egloff, einer der ältesten metallverarbeitenden Betriebe des Aargaus. Das Unternehmen wandelte sich über die Jahrzehnte kontinuierlich zu einem modernen Industriebetrieb, der zum wichtigsten Arbeitgeber der Region wurde, die heutige Egro AG. Die Mechanisierung der Landwirtschaft machte eine Zusammenlegung der vielen kleinen Parzellen notwendig, um sie rationeller bewirtschaften zu können. Die dazu notwendige Güterregulierung liess jedoch bis 1929 auf sich warten und betraf zunächst nur den Weiler Holzrüti (zusammen mit Stetten durchgeführt). Das übrige Gemeindegebiet folgte 1941, als wegen des Plans Wahlen ohnehin die Anbaufläche vergrössert werden musste.
Niederrohrdorf besass nur wenige Frischwasserquellen, weshalb die Wasserversorgung überwiegend mit Sodbrunnen erfolgte. Ab 1908 wurden Wasserleitungen verlegt, doch auch in späteren Jahren blieben die höher gelegenen Häuser oft ohne Wasser. Diese Situation verbesserte sich 1963 deutlich mit einer Grundwasserbohrung in der Bodenmatt. 1911 wurde Niederrohrdorf ans Stromnetz angeschlossen, vier Jahre später folgten Holzrüti und Vogelrüti. Zu Beginn des Zweiten Weltkriegs baute die Schweizer Armee die Limmatstellung aus, zu der auch ein komplexes System von Festungsanlagen auf dem Heitersberg-Hügelzug gehörte; in der Eiermatt bei Niederrohrdorf entstand eine Artilleriestellung. Mit der Réduitstrategie verlor die Limmatstellung im Sommer 1940 ihre Bedeutung, und die im Dorf zahlreich einquartierten Truppen wurden abgezogen. Ab Juni 1941 war in Niederrohrdorf eine Einheit internierter polnischer Soldaten in zwei Baracken untergebracht.
Mitte der 1950er Jahre setzte aufgrund des Siedlungsdrucks in den Zentren Baden und Zürich eine rege Bautätigkeit ein. Besonders stark war die Bevölkerungszunahme in den 1960er Jahren, als die Einwohnerzahl um fast 40 % anstieg. Mehrfamilienhäuser in der Ebene und ausgedehnte Terrassensiedlungen an Hanglage verdrängten in wenigen Jahren die ländlich-bäuerliche Dorfstruktur. 1964 wurde ein Zonenplan verabschiedet, um die ungebremste Bautätigkeit nicht vollends ausufern zu lassen. Die überbaute Fläche wuchs mit jener von Oberrohrdorf und Staretschwil zusammen. 1964 wurde die reformierte Kirche eröffnet, 1972 das katholische Kirchenzentrum Gut Hirt (als Ergänzung zur Pfarrkirche St. Martin in Oberrohrdorf). Nach einer Stagnationsphase ab Mitte der 1970er Jahre ist seit Beginn des 21. Jahrhunderts wieder eine markante Bevölkerungszunahme zu verzeichnen. 2005 gab es Überlegungen, eine Fusion mit der Nachbargemeinde Oberrohrdorf anzustreben, die im Jahr 2010 hätte erfolgen sollen. Während die Niederrohrdorfer Gemeindeversammlung einem entsprechenden Planungskredit zustimmte, wurde dieser in Oberrohrdorf abgelehnt.

## Wappen
Die Blasonierung des Gemeindewappens lautet: «In Rot auf grünem Hügel weisses Lamm, im rechten Vorderlauf weiss-rote Kreuzfahne an gelber Stange haltend.» 1856 liess die Gemeinde ein Siegel anfertigen. Es zeigte eine Tanne auf einem Hügel, davor ein rechts (heraldisch links) gekehrtes Lamm. Ein ähnliches Wappen war bereits auf einem Grenzstein aus dem Jahr 1694 abgebildet, allerdings mit Bischofsstab statt Tanne. Die heute verwendete Form wurde 1948 eingeführt. Das dargestellte Lamm ist kein Agnus Dei, siehe auch: Wappengalerie «Agnus Dei» - Der feine Unterschied.

## Bevölkerung
Die Einwohnerzahlen entwickelten sich wie folgt:
| Jahr      | 1780 | 1803 | 1900 | 1930 | 1950 | 1960 | 1970 | 1980 | 1990 | 2000 | 2010 | 2020 |
| Einwohner | 255  | 396  | 631  | 895  | 1074 | 1469 | 2032 | 2424 | 2536 | 2443 | 3466 | 4225 |

Am 31. Dezember 2023 lebten 4648 Menschen in Niederrohrdorf, der Ausländeranteil betrug 19,2 %. Bei der Volkszählung 2015 bezeichneten sich 41,2 % als römisch-katholisch und 22,3 % als reformiert; 36,5 % waren konfessionslos oder gehörten anderen Glaubensrichtungen an. 89,1 % gaben bei der Volkszählung 2000 Deutsch als ihre Hauptsprache an, 2,5 % Italienisch, je 1,2 % Albanisch und Türkisch sowie je 1,1 % Portugiesisch und Serbokroatisch.

## Politik und Recht

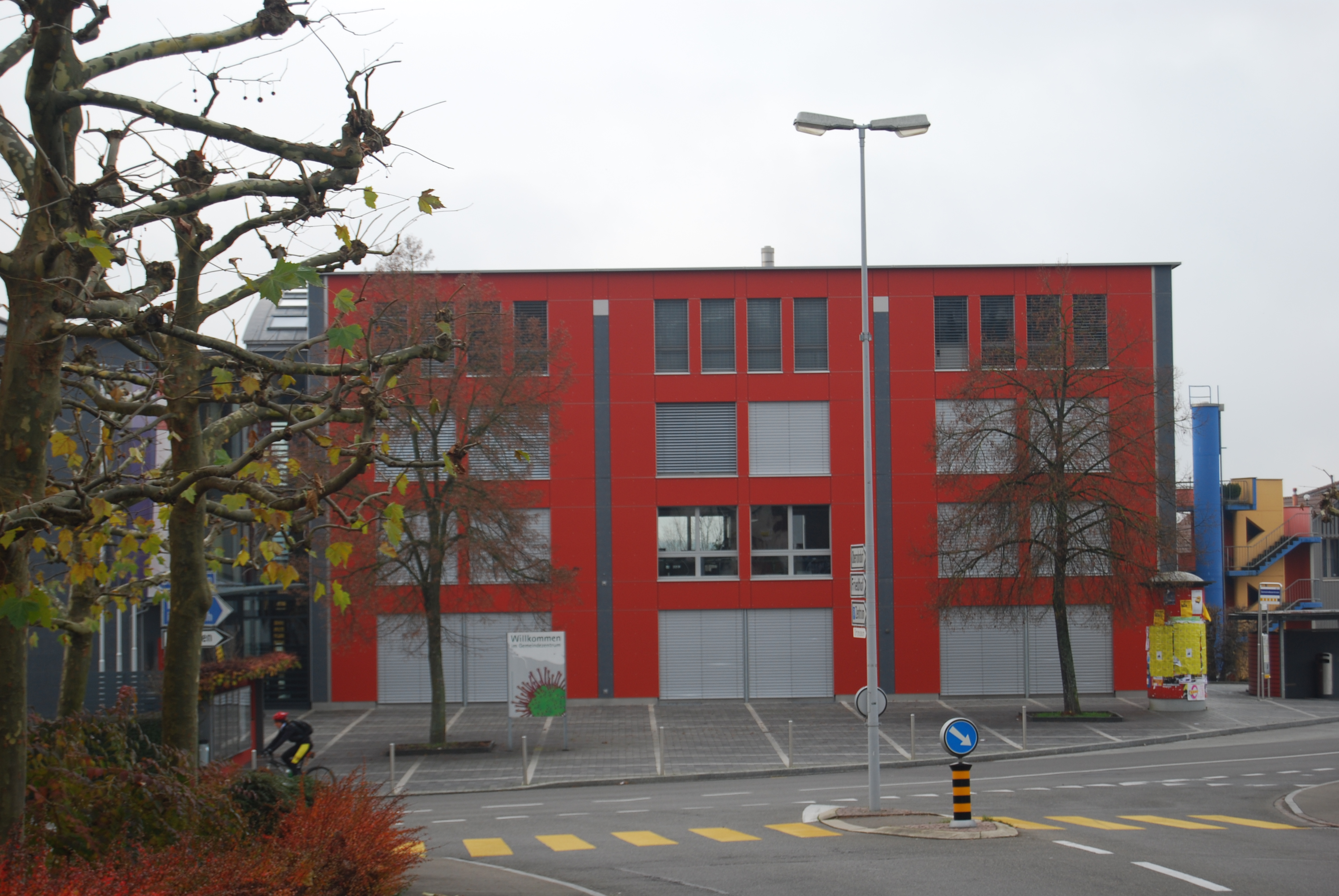
Gemeindehaus

Die Versammlung der Stimmberechtigten, die Gemeindeversammlung, übt die Legislativgewalt aus. Ausführende Behörde ist der fünfköpfige Gemeinderat. Er wird im Majorzverfahren vom Volk gewählt, seine Amtsdauer beträgt vier Jahre. Der Gemeinderat führt und repräsentiert die Gemeinde. Dazu vollzieht er die Beschlüsse der Gemeindeversammlung und die Aufgaben, die ihm vom Kanton zugeteilt wurden. Für Rechtsstreitigkeiten ist in erster Instanz das Bezirksgericht Baden zuständig. Niederrohrdorf gehört zum Friedensrichterkreis V (Mellingen).

## Wirtschaft
In Niederrohrdorf gibt es gemäss der im Jahr 2015 erhobenen Statistik der Unternehmensstruktur (STATENT) rund 770 Arbeitsplätze, davon 2 % in der Landwirtschaft, 24 % in der Industrie und 74 % im Dienstleistungsbereich. Der mit Abstand grösste Arbeitgeber ist die Egro AG, die aus einer 1849 gegründeten Metallwerkstatt hervorging und heute vor allem für die Herstellung vollautomatischer Kaffeemaschinen bekannt ist. Die meisten der Erwerbstätigen sind Wegpendler und arbeiten in der Agglomeration Baden.

## Verkehr

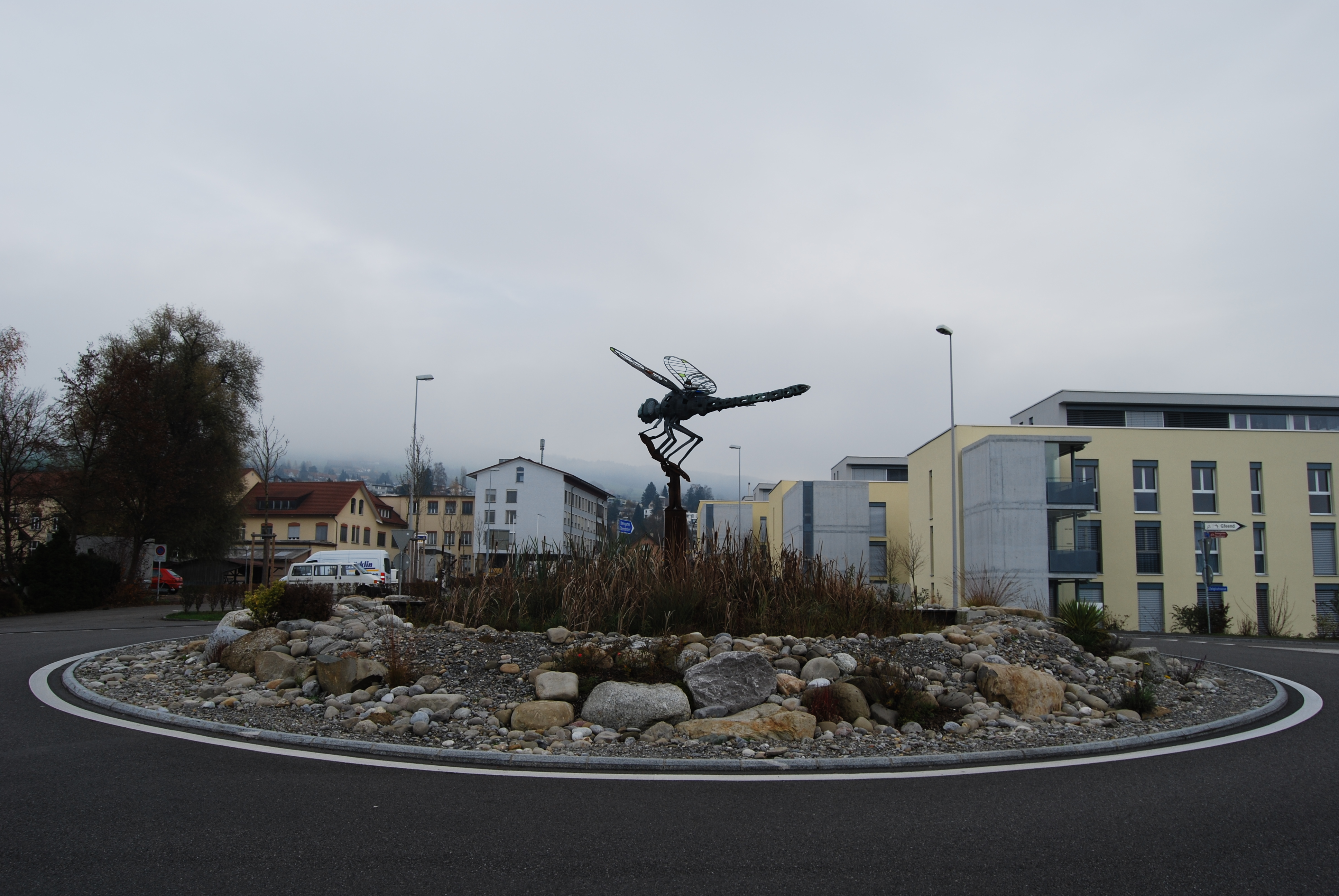
Verkehrskreisel

Niederrohrdorf liegt an der Kantonsstrasse 281 zwischen Baden und Bremgarten, etwa fünf Kilometer südlich des bei Dättwil gelegenen Anschlusses Baden-West der Autobahn A1. Durch Niederrohrdorf führen zwei Postautolinien vom Bahnhof Baden aus nach Bremgarten bzw. Berikon-Widen. Vom Bahnhof Mellingen Heitersberg aus (Anschluss an die S-Bahn Zürich) verkehren zwei weitere Linien über Niederrohrdorf nach Dättwil bzw. Widen. An Wochenenden verkehrt ein Nachtbus von Baden nach Bremgarten.

## Bildung
Die Gemeinde verfügt über zwei Kindergärten und drei Schulhäuser, in denen sämtliche Stufen der obligatorischen Volksschule unterrichtet werden (Primarschule, Realschule, Sekundarschule und Bezirksschule). Die nächstgelegenen Gymnasien sind die Kantonsschule Baden und die Kantonsschule Wettingen.
Die erste Schule am Rohrdorferberg existierte ab der zweiten Hälfte des 17. Jahrhunderts im benachbarten Oberrohrdorf; dabei handelte es sich um eine «Winterschule», die nur das Notwendigste an Bildung vermittelte. Nach der Einführung der allgemeinen Schulpflicht im Jahr 1805 wurde das Angebot allmählich ausgebaut. 1822 erhielt Niederrohrdorf ein eigenes Schulgebäude, das 1896 durch das neue Dorfschulhaus abgelöst wurde. 1953 war die Schulanlage Hüslerberg fertiggestellt, 1973 folgte die Schulanlage Rüsler.

## Persönlichkeiten
- Kastor Notter (1903–1950), Radrennfahrer
- Josef Villiger (1910–1992), Mundartschriftsteller